# Pike County (Arkansas)
|  | For artikler om andre amter med samme navn, se Pike County |
Pike County er et county i den amerikanske delstat Arkansas. Amtet ligger sydvest i delstaten og grænser op til Montgomery County i nord, Clark County i øst Nevada County i sydøst, Hempstead County i syd og mod Howard County i vest.
Pike Countys totale areal er 1.590 km² hvoraf 28 km² er vand. I år 2000 havde amtet 11.303 indbyggere. Amtets administration ligger i byen Murfreesboro.
Amtet blev etableret i 1833 og har fået sit navn efter Zebulon Pike.
34°10′00″N 93°39′27″V / 34.166666666667°N 93.6575°V